# Greier
Greierul este un gen de insecte din familia Gryllidae, cu corp gros, antene lungi și cu ochi mari, având picioarele posterioare adaptate la sărit. Produce un sunet specific prin frecarea elitrelor. Greierul are o metarmofoză incompletă.El are multe picioare și culoarea neagră de obicei,dar este posibil ca unele specii să aibă culorii diferite sau să fie incolore 